# Ошакаті Сіті (футбольний клуб)
Футбольний клуб «Ошакаті Сіті» або просто «Ошакаті Сіті» (англ. Oshakati City Football Club) — професіональний футбольний клуб з Намібії, який представляє місто Ошакаті.

## Історія
Футбольний клуб «Ошакаті Сіті» було засновано в 1966 році в місті Ошакаті провінції Ошана, в північній частині країни. Більшість гравців клубу є вихідцями саме з цього міста. Починаючи з 1968 року «Ошакаті Сіті» один з найпопулярніших футбольних клубів у Північній Намібії. Головними спонсорами клубу є Перший Національний банк Намібії і місцевий бізнес-магнат Бенджамін (Kagau-B.H) Хауванга, власник групи компаній BH, що працюють в Намібії та Анголі.
Команда вилетіла з Прем'єр-ліги в сезоні 2010/2011 років. Але «Ошакаті Сіті», незважаючи на всі сподівання, так і не повернулися до елітного дивізіону. Ця команда підготувала багато найкращих нападників у країні, наприклад Бенсона Шилонго.

## Відомі гравці
- Бенсон Шилонго